# Aeroport Internacional Diori Hamani
L'Aeroport Internacional Diori Hamani (codi IATA: NIM, codi OACI: DRRN) és un aeroport de Niamey, la capital del Níger. El 2019 l'aeroport va donar servei a 363.093 passatgers. L'aeroport deu el nom a Hamani Diori, el primer president del Níger.

## Línies aèries
- Air Algerie (Alger)
- Air Burkina (Ouagadougou)
- Air France (París-Charles de Gaulle)
- Air Ivoire (Abidjan)
- Air Mali International (Bamako)
- Air Niger (Agadez, Alger, Ouagadougou, París)
- Air Senegal International (Dakar)
- Afriqiyah Airways (Tripoli)
- Ethiopian Airlines (Addis Ababa)
- Royal Air Maroc (Casablanca)